# Колоказия
Колока́зия (лат. Colocasia) — род многолетних травянистых растений семейства Ароидные (Araceae).
В диком состоянии встречается в тропических лесах Южной и Юго-Восточной Азии, а также Новой Гвинеи.

## Описание
Листья — прикорневые, крупные, сердцевидные. 

Соцветие — початок. 

Плод колоказии — многосемянная ягода.

## Применение и использование
Вид Colocasia esculenta (таро) — широко возделываемый вид на островах Океании; популярное клубневое растение Юго-Восточной Азии и других тропических регионов.
Листья колоказии используются для приготовления гавайского блюда лаулау.
Некоторые виды колоказии используют в садоводстве.

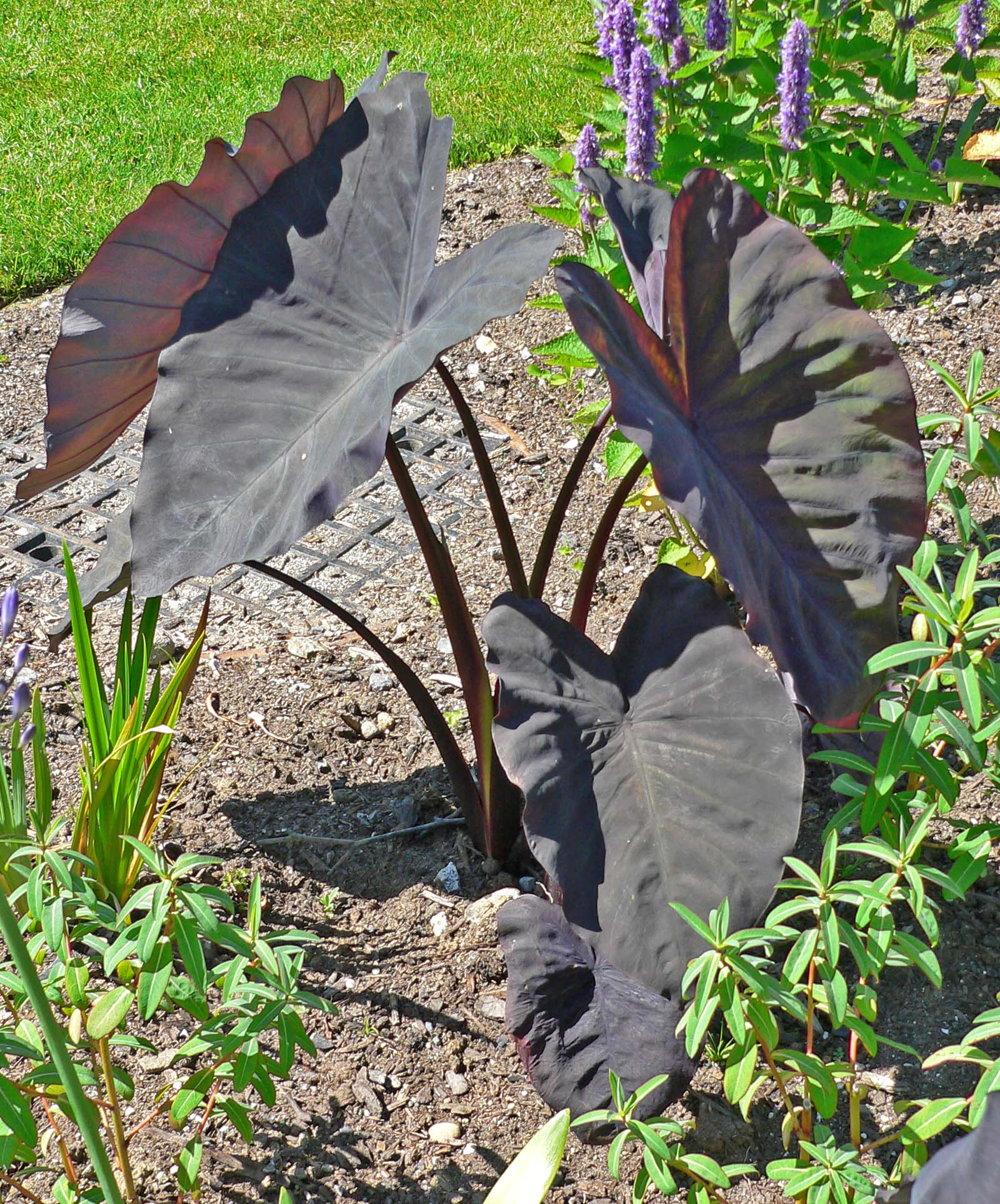
Один из культиваров колоказии: Colocasia esculenta 'Black Magic'

## Виды
Род насчитывает около 16 видов, некоторые из них:
- Colocasia affinis Schott
- Colocasia esculenta (L.) Schott — Таро, или Колоказия съедобная, или Колоказия древняя, или Дашин
  - [syn.  Colocasia antiquorum Schott] [syn.  Colocasia tonoimo Nakai]
- Colocasia formosana Hayata
- Colocasia gigantea (Blume) Hook.f. — Колоказия гигантская
- Colocasia konishii Hayata